# Bridgend
Bridgend (/brɪˈdʒɛnd/ —del galés: Pen-y-bont ar Ogwr ‘the end (or head) of the bridge on the Ogmore’— es la localidad-capital del condado homónimo, de Gales en el Reino Unido. Con una población estimada a mediados de 2016 de 48 017 habitantes.
Se encuentra ubicada al sur de Gales, a poca distancia al oeste de Cardiff y al norte del canal de Bristol. Por en medio del pueblo pasa un río.